# باسل شيخو
باسل شيخو مؤلف وكاتب سوري، وُلِدَ في دمشق 22 يناير 1968 له العديد من المؤلفات في المجال النفسي التنموي والتطوير الذاتي بالإضافة إلى العمل في مجال التدريب والإرشاد والدعم النفسي الاجتماعي.
يقيم الكاتب حالياً في السويد كما انه عضو في اتحاد الكتاب السويديين.

## المؤلفات
- هل فات الأوان لنبدأ من جديد[4]
- تجارب وخبرات قد تغير مسار حياتك[5]
- هذا ما تبحث عنه[6]
- الجانب المنسي في حياتنا[7]
- حتى لا يذهب عمُرك سُدى[8]
- كلماتٌ حان وقتها[9]
- عن قرب مرآتك نحو فهم الآخر[10]
- ما لا ينبغي جهله[11]